# Hogna schreineri
Hogna schreineri là một loài nhện trong họ Lycosidae.
Loài này thuộc chi Hogna. Hogna schreineri được William Frederick Purcell miêu tả năm 1903.